# Gladys' Leap
Albums de Fairport Convention
Moat on the Ledge: Live at Broughton Castle, August '81
(1982) Expletive Delighted!
(1986)
Gladys' Leap est le quatorzième album studio du groupe de folk rock britannique Fairport Convention. Il est sorti en 1985 sur le label Woodworm Records (en).
Il marque la réunion officielle du groupe, six ans après sa tournée d'adieu en 1979, et le retour du batteur Dave Mattacks aux côtés du bassiste Dave Pegg et du guitariste Simon Nicol (en). Le guitariste Richard Thompson, qui a quitté Fairport Convention en 1971, apparaît comme invité sur un morceau.

## Fiche technique

### Chansons
| 1. | How Many Times         | Richard Thompson            | 3:29 |
| 2. | Bird from the Mountain | Ralph McTell                | 4:51 |
| 3. | Honour and Praise      | John Richards               | 5:21 |
| 4. | The Hiring Fair        | Ralph McTell, Dave Mattacks | 5:53 |

| 5. | Instrumental Medley '85 (comprend The Riverhead, Gladys' Leap et The Wise Maid) | Dave Pegg / traditionnel arrangé par Simon Nicol (en) et Dave Pegg | 5:08 |
| 6. | My Feet Are Set for Dancing                                                     | Cathy Lesurf (en), arrangé par Bill Martin                         | 4:01 |
| 7. | Wat Tyler                                                                       | Ralph McTell, Simon Nicol                                          | 5:36 |
| 8. | Head in a Sack                                                                  | Dave Whetstone                                                     | 4:23 |

La réédition CD de Gladys' Leap parue en 2001 inclut trois titres bonus enregistrés au festival de Cropredy (en) en 1982.
| 9.  | Angel Delight      | Dave Swarbrick (en), Dave Pegg, Simon Nicol, Dave Mattacks | 4:32 |
| 10. | Polly on the Shore | Trevor Lucas, Dave Pegg, Dave Swarbrick                    | 5:15 |
| 11. | Lucky Old Sun (en) | Beasley Smith (en), Haven Gillespie                        | 5:36 |

### Musiciens

#### Fairport Convention
- Simon Nicol (en) : chant, guitare acoustique, guitare électrique
- Dave Pegg : chant, basse, mandoline, bouzouki, contrebasse
- Dave Mattacks : batterie, percussions, boîte à rythmes, claviers

#### Musiciens supplémentaires
- Ric Sanders (en) : violon sur Bird from the Mountain, The Hiring Fair et Instrumental Medley '85
- Richard Thompson : guitare électrique sur Head in a Sack
- Cathy Lesurf (en) : chant sur My Feet Are Set for Dancing
- Harold Wells : voix sur Bird from the Mountain

### Équipe de production
- Fairport Convention : production, ingénieurs du son
- Mark Powell, Tim Matyear : ingénieurs du son assistants
- Mick Toole : pochette
- Derek Holmwood, Doug Lake, John Woodward : photographie